# Daniel Del Monte
Daniel „Dan“ Del Monte (* 8. September 1975 in Burlington, Ontario) ist ein deutsch-kanadischer Eishockeyspieler, der bis November 2009 bei den Hannover Indians aus der 2. Liga spielte.

## Karriere
Der 1,71 m große Stürmer ist seit 1996 in Deutschland als Eishockeyprofi tätig. Der damals 21-Jährige kam aus dem italienischen Asiago zum EHC Neuwied in die 1. Liga Nord. Zuvor hatte er in der nordamerikanischen Juniorenliga Ontario Hockey League für die Peterborough Petes und die Sarnia Sting gespielt. In Neuwied verbuchte er bereits in seinem ersten Jahr 98 Scorerpunkte. Im Sommer 1997 wechselte er nach Ostbayern zum EV Weiden in die 1. Liga Süd, wo er es auf 66 Punkte brachte. Seine nächste Station war der EC Bad Nauheim. Dort bildete er in der Saison 1998/99 mit Marc West und Dino Felicetti die beste Angriffsreihe der Liga und erzielte insgesamt 78 Punkte.
Im Anschluss daran wechselte er erneut nach Oberbayern zum Ligakonkurrenten Bad Aibling. Weitere Karrierestationen in den folgenden Jahren waren der EHC Freiburg (2000/01), erneut der EC Bad Nauheim (2001/02) und eine weitere Saison in Freiburg (2002/03). Von 2003 bis November 2005 ging er für den REV Bremerhaven aufs Eis, ehe er sich anschließend den Adler Mannheim aus der Deutschen Eishockey Liga anschloss, bei denen er seine ersten Partien in der höchsten deutschen Spielklasse absolvierte. Zur Saison 2006/07 unterzeichnete er einen Vertrag beim EV Duisburg. Bevor sein Vertrag in Duisburg zum Ende der Spielzeit auslief, wechselte er im Januar 2007 in die 2. Bundesliga zu den Kassel Huskies, mit denen er in die DEL aufsteigen konnte. Zwischen 2008 und November 2009 spielte Del Monte bei den Hannover Indians, mit denen er den Aufstieg in die 2. Bundesliga schaffte.

### Verletzungen
Del Monte, der sich durch seine gute Technik sowie sein schnelles Spiel auszeichnet, hatte in seiner bisherigen Karriere häufig gesundheitliche Probleme. Darunter 2001/2002 in Bad Nauheim: Verdacht auf Herzmuskelentzündung, sowie eine schwere Beinverletzung, die seine Karriere zu gefährden drohte. Die letzten 3 Jahre hatte er mit starken Leistenbeschwerden zu kämpfen – 2003/2004 fiel er aufgrund dessen drei Monate am Stück aus. Diese Beschwerden wurden aber durch eine Operation Ende März 2006 in Mannheim behoben.

## Erfolge und Auszeichnungen
- 1997: Meister der 1. Liga Nord mit dem EHC Neuwied
- 1999: Vizemeister in der zweiten Liga mit dem EC Bad Nauheim
- 2003: Meister der 2. Bundesliga und Aufstieg in die Deutsche Eishockey Liga mit dem EHC Freiburg
- 2004: Meister der Oberliga mit dem REV Bremerhaven
- 2005: Topscorer der 2. Bundesliga (51 Spiele, 82 Scorerpunkte)
- 2007: Vizemeister in der 2. Bundesliga mit den Kassel Huskies
- 2008: Meister in der 2. Bundesliga mit den Kassel Huskies
- 2009: Meister der Oberliga und Aufstieg in die 2. Bundesliga mit den Hannover Indians